# Stupčanica
Stupčanica är ett vattendrag i Bosnien och Hercegovina. Det ligger i den centrala delen av landet, 40 km nordost om huvudstaden Sarajevo.
I omgivningarna runt Stupčanica växer i huvudsak blandskog. Runt Stupčanica är det ganska tätbefolkat, med 72 invånare per kvadratkilometer.